# Lista de prefeitos de Capela (Sergipe)
Esta é a lista de prefeitos de Capela, município do estado de Sergipe, Brasil.
| Nº | Nome                                                            | Imagem                     | Partido                                      | Início do mandato       | Fim do mandato                           | Observações                                  |
| 1  | Cândido José de Meneses                                         |                            | Partido Democrático Brasileiro PDB           | 1° de janeiro de 1900   | 31 de dezembro de 1901                   | Intendente nomeado pelo governo do Estado.   |
| 2  | José Antonio de Melo Cabral                                     |                            | Partido Democrático Brasileiro PDB           | 1° de janeiro de 1902   | 31 de dezembro de 1903                   | Intendente nomeado pelo governo do Estado.   |
| 3  | Francisco de Aquino Vieira                                      |                            | Partido Republicano PR                       | 1° de janeiro de 1904   | 31 de dezembro de 1905                   | Intendente nomeado pelo governo do Estado.   |
| 4  | José Antonio de Melo Cabral                                     |                            | Partido Republicano PR                       | 1° de janeiro de 1906   | 31 de dezembro de 1907                   | Intendente nomeado pelo governo do Estado.   |
| 5  | Manoel Correia Dantas                                           |                            | Partido Republicano PR                       | 1° de janeiro de 1908   | 14 de novembro de 1909                   | Intendente nomeado pelo governo do Estado.   |
| 6  | Honorino Leal                                                   |                            | Partido Social Progressista PSP              | 14 de novembro de 1909  | 31 de dezembro de 1910                   | Intendente nomeado pelo governo do Estado.   |
| 7  | José Barbosa de Andrade                                         |                            | Partido Republicano PR                       | 1° de janeiro de 1911   | 16 de agosto de 1912                     | Intendente nomeado pelo governo do Estado.   |
| 8  | Ezequiel Manoel de Almeida                                      |                            | Partido Republicano PR                       | 17 de agosto de 1912    | 31 de dezembro de 1913                   | Intendente nomeado pelo governo do Estado.   |
| 9  | Honorino Leal                                                   |                            | Partido Social Progressista PSP              | 1° de janeiro de 1914   | 31 de dezembro de 1916                   | Intendente nomeado pelo governo do Estado.   |
| 10 | Guilherme José Vieira Sobrinho                                  |                            | Partido Social Progressista PSP              | 1° de janeiro de 1917   | 31 de dezembro de 1922                   | Intendente nomeado pelo governo do Estado.   |
| 11 | Manoel de Melo Cabral Neto                                      |                            | Partido Social Progressista PSP              | 1° de janeiro de 1923   | 4 de abril de 1925                       | Intendente nomeado pelo governo do Estado.   |
| 12 | Ariovaldo Barreto                                               |                            | Partido Social Progressista PSP              | 5 de abril de 1925      | 12 de fevereiro de 1926                  | Intendente nomeado pelo governo do Estado.   |
| 13 | Honorino Leal                                                   |                            | Partido Social Progressista PSP              | 13 de fevereiro de 1926 | 31 de dezembro de 1928                   | Intendente nomeado pelo governo do Estado.   |
| 14 | Antão Correia de Andrade                                        |                            | Partido Social Democrático PSD               | 1° de janeiro de 1929   | 31 de dezembro de 1930                   | Intendente nomeado pelo governo do Estado.   |
| 15 | José Joaquim Barbosa                                            |                            | Partido Social Democrático PSD               | 1° de janeiro de 1931   | 31 de dezembro de 1932                   | Prefeito nomeado pela intendência estadual.  |
| 16 | Raul Dantas Vieira                                              |                            | Partido Republicano Sergipano PRS            | 1° de janeiro de 1933   | 2 de fevereiro de 1934                   | Prefeito nomeado pela intendência estadual.  |
| 17 | Honorino Leal                                                   |                            | Partido Republicano Sergipano PRS            | 3 de fevereiro de 1934  | 11 de maio de 1935                       | Prefeito nomeado pela intendência estadual.  |
| 18 | Mamedo José Pires                                               |                            | Partido Social Democrático PSD               | 12 de maio de 1935      | 24 de janeiro de 1936                    | Prefeito nomeado pela intendência estadual.  |
| 19 | Ariovaldo Barreto                                               |                            | Partido Social Democrático PSD               | 25 de janeiro de 1936   | 31 de dezembro de 1938                   | Prefeito nomeado pela intendência estadual.  |
| 20 | Honorino Leal                                                   |                            | Partido Social Democrático PSD               | 1° de janeiro de 1939   | 31 de dezembro de 1941                   | Prefeito nomeado pela intendência estadual.  |
| 21 | Edélzio Vieira de Melo                                          |                            | Partido Social Democrático PSD               | 1° de janeiro de 1942   | 4 de novembro de 1945                    | Prefeito nomeado pela intendência estadual.  |
| 22 | Honorino Leal                                                   |                            | Partido Social Democrático PSD               | 5 de novembro de 1945   | 5 de fevereiro de 1947                   | Prefeito nomeado pela intendência estadual.  |
| 23 | Ariovaldo Barreto                                               |                            | Partido Social Democrático PSD               | 6 de fevereiro de 1947  | 13 de março de 1947                      | Prefeito nomeado pela intendência estadual.  |
| 24 | João de Góis Barreto                                            |                            | Partido Social Democrático PSD               | 14 de março de 1947     | 30 de janeiro de 1951                    | Prefeito eleito em sufrágio universal.       |
| 25 | Juarez de Oliveira Leal                                         |                            | Partido Social Democrático PSD               | 31 de janeiro de 1951   | 30 de janeiro de 1955                    | Prefeito eleito em sufrágio universal.       |
| 26 | Júlio Ferreira Leite                                            |                            | União Democrática Nacional UDN               | 31 de janeiro de 1955   | 30 de janeiro de 1959                    | Prefeito eleito em sufrágio universal.       |
| 27 | Luiz Almeida Mendonça                                           |                            | Partido Social Progressista PSP              | 31 de janeiro de 1959   | 9 de agosto de 1962                      | Prefeito eleito em sufrágio universal.       |
| 28 | José Vieira                                                     |                            | Partido Democrata Cristão PDC                | 10 de agosto de 1962    | 16 de fevereiro de 1963                  |                                              |
| 29 | José Figueiredo                                                 |                            | União Democrática Nacional UDN               | 17 de fevereiro de 1963 | 30 de janeiro de 1964                    |                                              |
| 30 | Raul Martins Sampaio                                            |                            | Partido Trabalhista Brasileiro PTB           | 31 de janeiro de 1964   | 5 de abril de 1964                       |                                              |
| 31 | Antonio Arimatéia Rosa                                          |                            | Aliança Renovadora Nacional ARENA            | 6 de abril de 1964      | 30 de janeiro de 1967                    | Presidente da Câmara no cargo de titular.    |
| 32 | Manoel Cardoso Souza                                            |                            | Aliança Renovadora Nacional ARENA            | 31 de janeiro de 1967   | 30 de janeiro de 1971                    | Prefeito eleito em sufrágio universal.       |
| 33 | Carlos Figueiredo Cabral                                        |                            | Aliança Renovadora Nacional ARENA            | 31 de janeiro de 1971   | 30 de janeiro de 1973                    | Prefeito eleito em sufrágio universal.       |
| 34 | Antonio Arimatéia Rosa                                          |                            | Aliança Renovadora Nacional ARENA            | 31 de janeiro de 1973   | 31 de janeiro de 1977                    | Prefeito eleito em sufrágio universal.       |
| 35 | Manoel Cardoso Souza                                            |                            | Aliança Renovadora Nacional ARENA            | 1° de fevereiro de 1977 | 31 de janeiro de 1983                    | Prefeito eleito em sufrágio universal.       |
| 36 | José Ferreira Carvalho                                          |                            | Partido Democrático Social PDS               | 1° de fevereiro de 1983 | 3 de abril de 1988                       | Prefeito eleito em sufrágio universal.       |
| 37 | José Arimatéia Rosa                                             |                            | Partido da Frente Liberal PFL                | 4 de abril de 1988      | 10 de maio de 1988                       | Vice-prefeito no cargo de titular.           |
| 38 | José Ferreira de Araújo                                         |                            | Partido da Frente Liberal PFL                | 11 de maio de 1988      | 16 de novembro de 1988                   | Presidente da Câmara no cargo interinamente. |
| 39 | José Arimatéia Rosa                                             |                            | Partido da Frente Liberal PFL                | 17 de novembro de 1988  | 31 de dezembro de 1988                   | Vice-prefeito retorna ao cargo de titular.   |
| 40 | Manoel Cardoso Souza Filho, Manuca                              |                            | Partido da Frente Liberal PFL                | 1° de janeiro de 1989   | 31 de dezembro de 1992                   | Prefeito eleito em sufrágio universal.       |
| 41 | Aurelina de Melo Sobral, Léia                                   |                            | Partido da Frente Liberal PFL                | 1° de janeiro de 1993   | 31 de dezembro de 1996                   | Prefeita eleita em sufrágio universal.       |
| 42 | Manoel Cardoso Souza Filho, Manuca                              |                            | Partido da Frente Liberal PFL                | 1° de janeiro de 1997   | 31 de dezembro de 2000                   | Prefeito eleito em sufrágio universal.       |
| 43 | Carlos Alberto Sobral, Carlão                                   |                            | Partido da Social Democracia Brasileira PSDB | 1° de janeiro de 2001   | 31 de dezembro de 2004                   | Prefeito eleito em sufrágio universal.       |
| 44 | Manoel Messias Santo, Sukita                                    |                            | Partido Socialista Brasileiro PSB            | 1° de janeiro de 2005   | 31 de dezembro de 2008                   | Prefeito eleito em sufrágio universal.       |
| 44 | Manoel Messias Santo, Sukita                                    | 1° de janeiro de 2009      | Partido Socialista Brasileiro PSB            | 31 de dezembro de 2012  | Prefeito reeleito em sufrágio universal. |                                              |
| 45 | Ezequiel Ferreira Leite                                         |                            | Partido da República PR                      | 1° de janeiro de 2013   | 31 de dezembro de 2016                   | Prefeito eleito em sufrágio universal.       |
| 46 | Silvany Yanina Mamlak                                           |                            | Partido Trabalhista Nacional PTN             | 1° de janeiro de 2017   | 31 de dezembro de 2020                   | Prefeita eleita em sufrágio universal.       |
| 46 | Silvany Yanina Mamlak                                           | Partido Social Cristão PSC | 1° de janeiro de 2021                        | 31 de dezembro de 2024  | Prefeita reeleita em sufrágio universal. |                                              |
| 47 | Carlos Milton Mendonça Tourinho Jr, Júnior de Dr. Carlos Milton |                            | Movimento Democrático Brasileiro MDB         | 1° de janeiro de 2025   | Atualidade                               | Prefeito eleito em sufrágio universal.       |